# Marcelo Melo
Marcelo Pinheiro Davi de Melo (n. 23 septembrie 1983) este un jucător profesionist de tenis brazilian din Belo Horizonte. Specialist la dublu, cea mai înaltă poziție în clasamentul ATP este locul 1 mondial (noiembrie 2015). Melo este singurul brazilian care a ajuns vreodată în fruntea clasamentului ATP de dublu.
El este de două ori campion de Grand Slam la dublu, după ce a câștigat French Open 2015 alături de Ivan Dodig și Campionatele de la Wimbledon din 2017 cu Łukasz Kubot. Melo a fost și primul brazilian care a câștigat vreodată un titlu de Grand Slam la dublu. El a câștigat 35 de titluri la dublu la ATP Tour, inclusiv 9 la nivel de Masters 1000. A ajuns în finală la Campionatele de la Wimbledon din 2013 și la US Open 2018 la dublu masculin, precum și la French Open 2009 la dublu mixt. Melo a fost finalist la dublu la Finalele ATP din 2014 și 2017.
El a reprezentat Brazilia la Cupa Davis din 2008, jucând adesea la dublu alături de André Sá sau Bruno Soares și a concurat și la trei ediții ale Jocurilor Olimpice de vară.